# Bengt Thelander
Bengt Theodor Thelander, född 9 juli 1913 i Uddevalla, död 8 januari 2000 i Oscars församling, Stockholm, var en svensk arkitekt.
Thelander, som var son till rektor Tedde Thelander och Anna Lindquist, utexaminerades från Kungliga Tekniska högskolan 1937. Han anställdes vid Marinförvaltningen 1941, blev chefsarkitekt där 1947, byrådirektör vid Fortifikationsförvaltningen 1948, var byråchef där 1951–1956, verkställande direktör vid Kommunernas konsultbyrå K-konsult 1956–1976 och bedrev därefter egen verksamhet. 

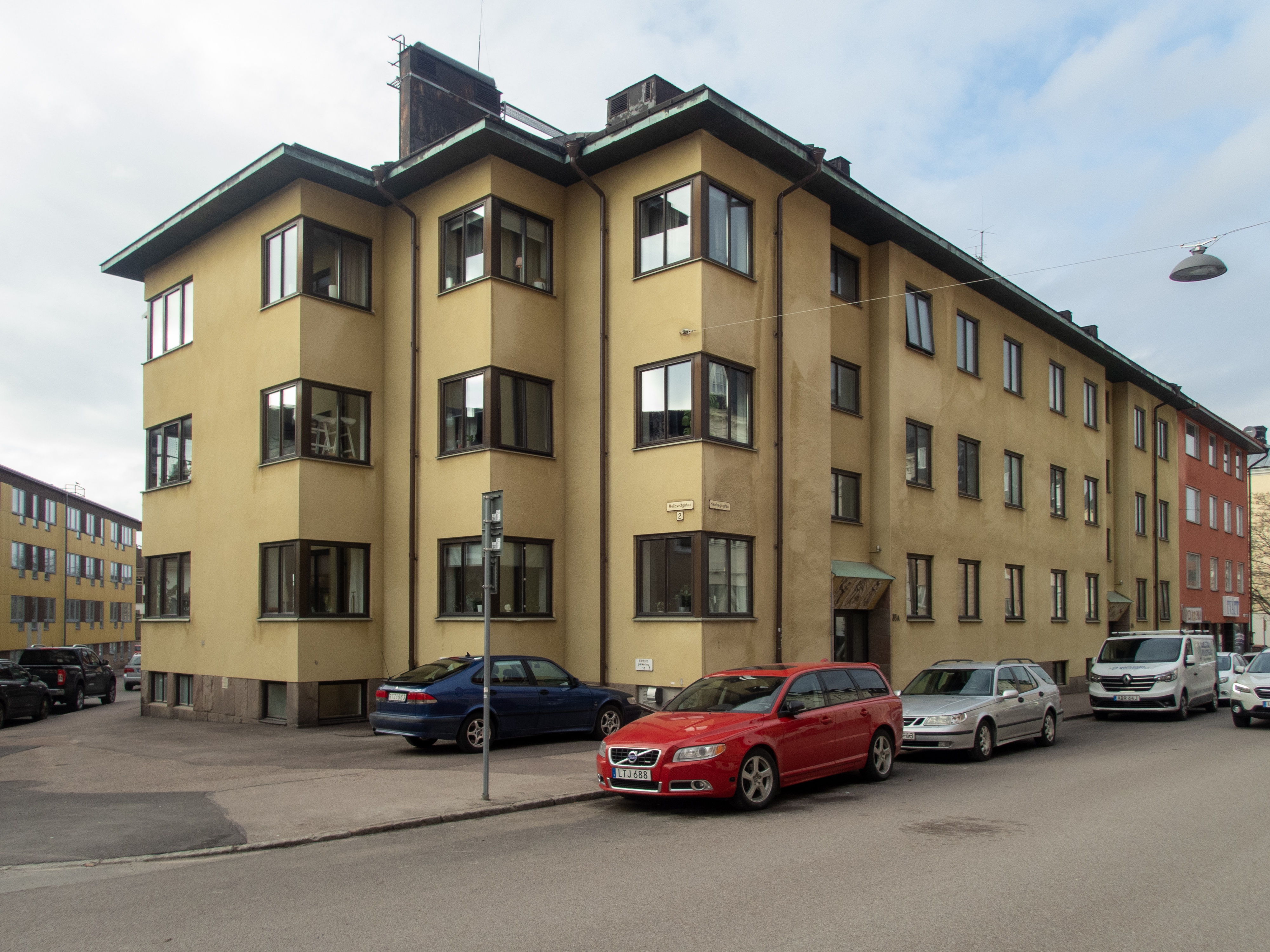
Grävlingen 4 i Karlstad, ritad tillsammans med G Aspe 1939.

Thelander är gravsatt i minneslunden på Norra begravningsplatsen utanför Stockholm.